# Evangelische Vereinigung Gruob und Umgebung
Die Evangelische Vereinigung Gruob und Umgebung (rätoromanisch im Idiom Sursilvan Uniun evangelica dalla Foppa e contuorn) ist ein Organ innerhalb der Evangelisch-reformierten Landeskirche Graubünden und innerhalb dieser des Kolloquiums Ob dem Wald. Ihr Wirkungsgebiet ist die Gruob (das Gebiet um Ilanz) in der vorderen und mittleren Surselva in Graubünden. Traditionell war auch das Safiental miteinbezogen.

## Geschichte

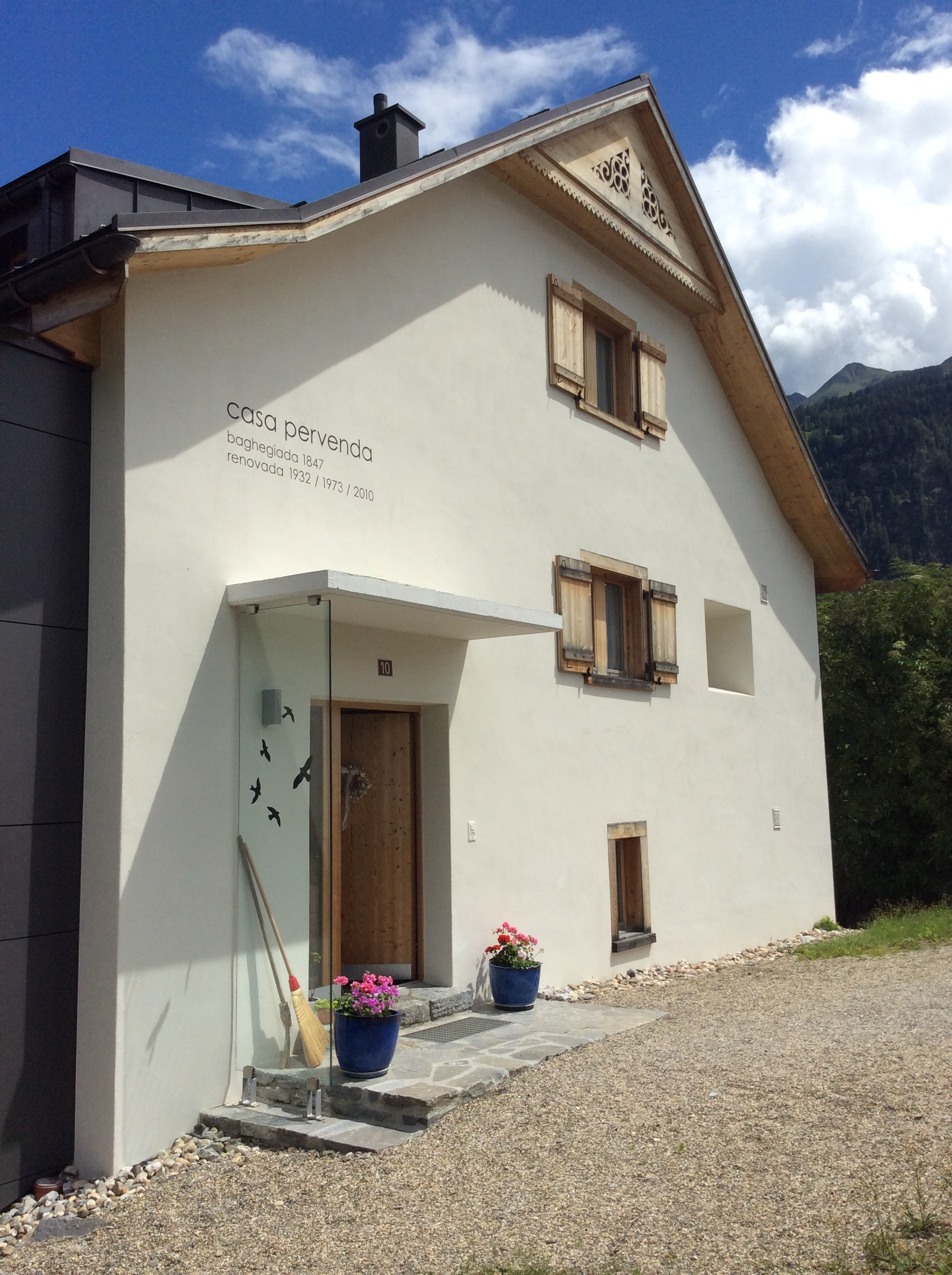
Das reformierte Pfarrhaus in Sagogn

Die Evangelische Vereinigung wurde 1919 gegründet. Der Vereinsbildung zugrunde lag das Bestreben, dem politischen Katholizismus, der in der Surselva seit jeher stark war und Ausdruck etwa in der Lavina nera fand, zu begegnen. Ilanz war seit der Reformation reformiert, bekam jedoch u. a. durch den Eisenbahnbau starken Zuzug römisch-katholischer Neubürger. Bei der Eröffnung des Teilstücks Ilanz – Disentis der RhB-Bahnstrecke Reichenau-Tamins–Disentis/Mustér am 1. August 1912 erfolgte kirchlicherseits aufgrund einseitiger Einladung nur eine öffentliche katholische Einweihung, was den Reformierten die Gefahr der Minorisierung anschaulich machte. Ein Hauptanliegen der Evangelischen Vereinigung waren die Bildung und das Schulwesen, auch hier in Abwehr des Vordringens katholischer Konfessionsschulen nach Ilanz und in die bis dahin reformierten Gebiete der Gruob.

### Lokalitäten
Das Hotel Rätia wurde von der Genossenschaft Rätia geführt und war bis zum Verkauf Anfang des 21. Jahrhunderts an eine Luvener Familie im Besitz der Evangelischen Vereinigung. Es war Treffpunkt des Freisinns und der Liberalen.

### Präsidenten
- 1919–1943 Emil Camenisch
- 1944–1955 Hercli Bertogg
- 1956–1969 Conradin Bonorand
- 1970–1974 Christian Friedrich Kober
- 1975–1982 Ulrich Caflisch
- 1983–1984 Gustav Etter
- 1985–1987 Sönke Claussen
- 1988–1989 Thomas Widmer
- 1990–1996 Felix Meier
- 1997–2001 Andreas Schiltknecht
- 2002–2004 David Gredig
- 2005–2011 Jan-Andrea Bernhard
- 2011–2014 Nora Blatter
- 2014–2017 David Last

## Gegenwart
Mit dem Geist der Ökumene seit den 1960er Jahren verlagerte sich der Schwerpunkt der Aktivitäten der Vereinigung auf die Pflege allgemein christlichen Gedankenguts im Spannungsfeld der Moderne und des Säkularismus. Die Evangelische Vereinigung hält jeweils im November oder Dezember öffentliche Jahrestagungen im Rathaussaal Ilanz zu Themen aus dem Bereich von Glaube und Gesellschaft. Die Veranstaltungen sind konfessionsneutral und richten sich an ein breites Publikum, nach wie vor besonders auch an die Lehrerschaft der Region. Die Vereinigung wird von einem fünfköpfigen Vorstand geleitet.